# Maladera allopruinosa
Maladera allopruinosa är en skalbaggsart som beskrevs av Ahrens 1998. Maladera allopruinosa ingår i släktet Maladera och familjen Melolonthidae. Inga underarter finns listade i Catalogue of Life.